# Streetfood (Fernsehsendung)
Streetfood ist eine US-amerikanische Dokumentationssendung über Street Food und wurde von Boardwalk Pictures und Supper Club für Netflix produziert.

## Inhalt
Die Dokureihe zeigt verschiedene Street-Food-Restaurants und -Imbisse in Asien. Sie begleitet die Inhaber der Geschäfte in ihrem Arbeitsalltag und zeigt die Besonderheiten ihrer Produkte sowie der Zubereitung. Sie berichtet aus Bangkok, Osaka, Delhi, Yogyakarta, Chiayi, Seoul, Ho-Chi-Minh-Stadt, Singapur und Cebu City.

## Episodenliste
| Nr. | Deutscher Titel            | Originaltitel             |
| --- | -------------------------- | ------------------------- |
| 1 | Bangkok, Thailand          | Bangkok, Thailand         |
| Es wird die Geschichte um der Bangkoker Streetfood-Sterneköchin Jay Fai erzählt.                              |                            |                           |
| 2 | Osaka, Japan               | Osaka, Japan              |
| Die Folge handelt von Izakayas in Osaka.                                                                      |                            |                           |
| 3 | Delhi, Indien              | Delhi, India              |
| Die Folge handelt von der Zubereitung von unter anderem Chat und Chole Bhature in Delhi.                      |                            |                           |
| 4 | Yogyakarta, Indonesien     | Yogyakarta, Indonesia     |
| Die Folge handelt von der Zubereitung von unter anderem Gudeg und Maniok-Nudeln in Yogyakarta.                |                            |                           |
| 5 | Chiayi, Taiwan             | Chiayi, Taiwan            |
| Die Folge handelt von der Zubereitung von unter anderem Tofu-Pudding, Fischsuppe und Ziegeneintopf in Chiayi. |                            |                           |
| 6 | Seoul, Südkorea            | Seoul, South Korea        |
| Die Folge handelt vom Gwangjang-Markt in Seoul.                                                               |                            |                           |
| 7 | Ho-Chi-Minh-Stadt, Vietnam | Ho Chi Minh City, Vietnam |
| Die Folge handelt von der Zubereitung von unter anderem Bruchreis und Schnecken in Ho-Chi-Minh-Stadt.         |                            |                           |
| 8 | Singapur                   | Singapore                 |
| Die Folge handelt von der Zubereitung von unter anderem Puto-Reiskuchen und Wantan in Singapur.               |                            |                           |
| 9 | Cebu, Philippinen          | Cebu City, Philippines    |
| Die Folge handelt von Florencio Escabas und der Zubereitung von unter anderem Muränensuppe in Cebu City.      |                            |                           |
| Am 26. April 2019 wurden alle Folgen der Staffel gleichzeitig bei Netflix veröffentlicht.                     |                            |                           |